# オレンジピール

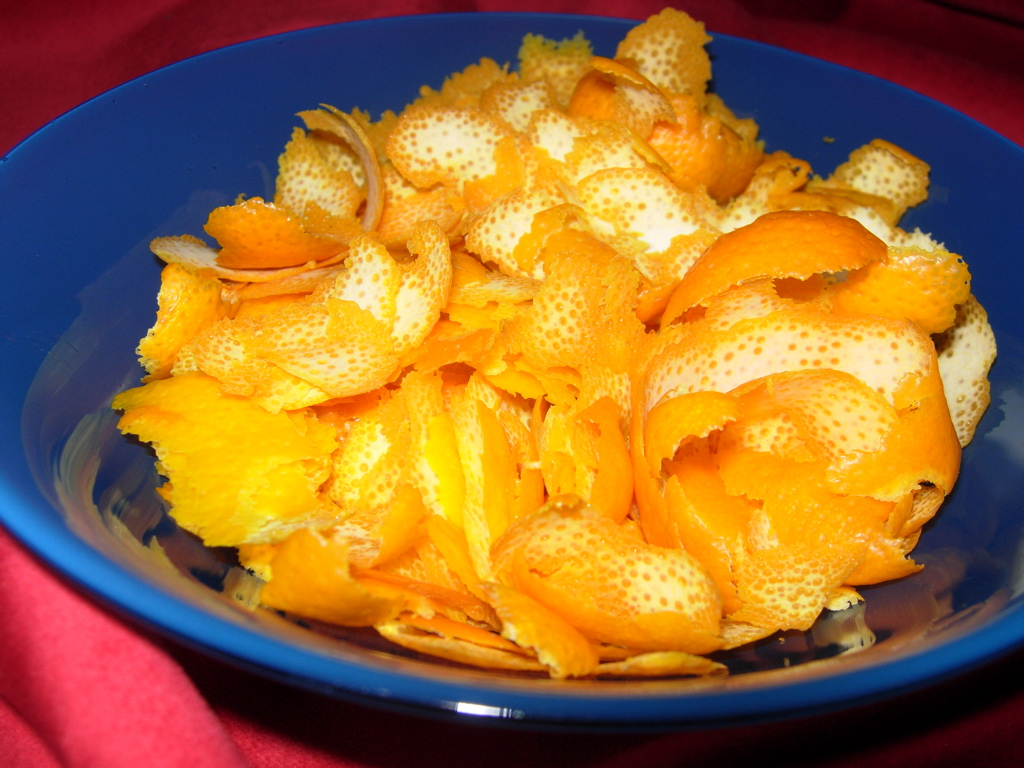
オレンジピール

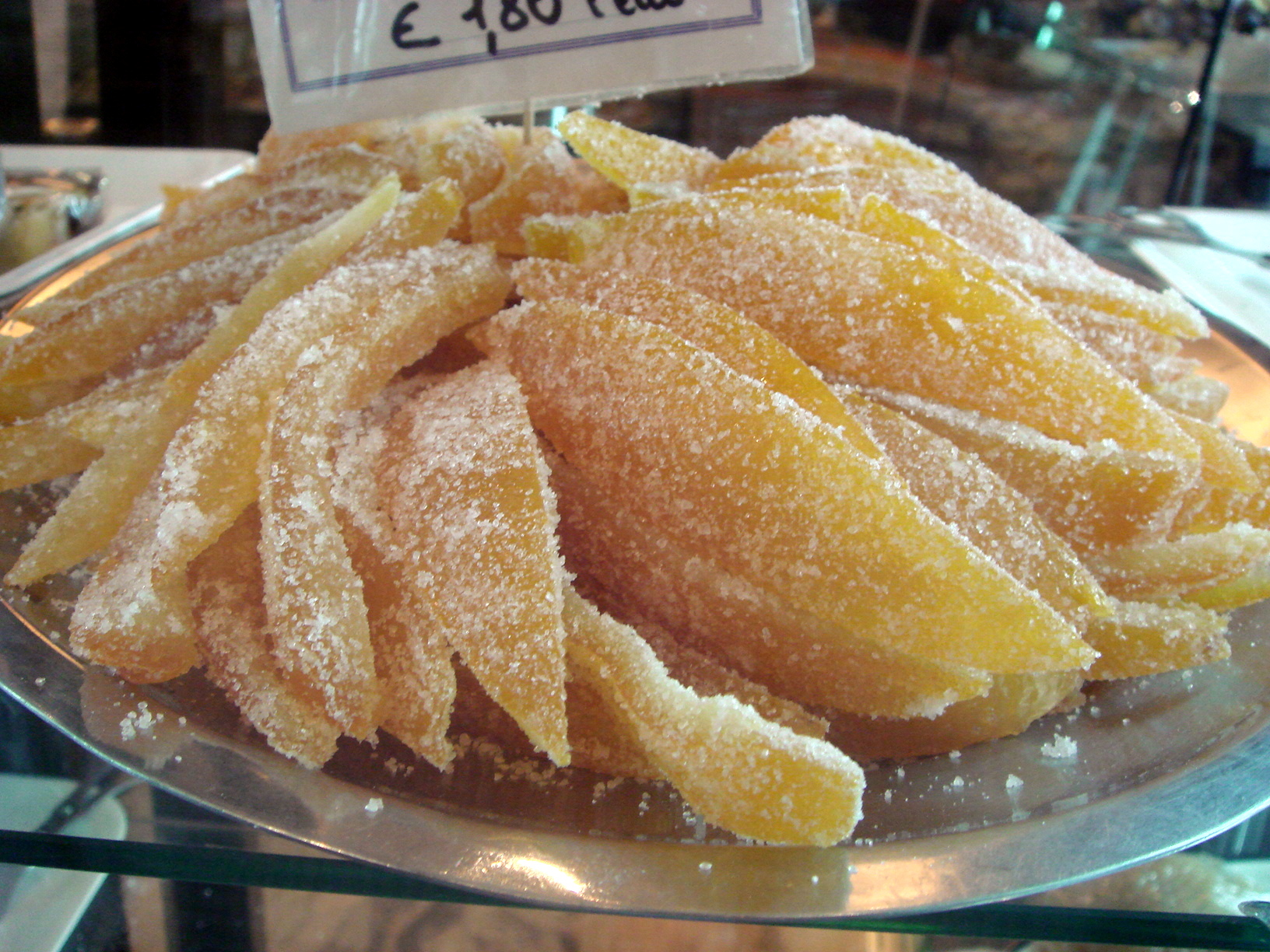
オレンジピール

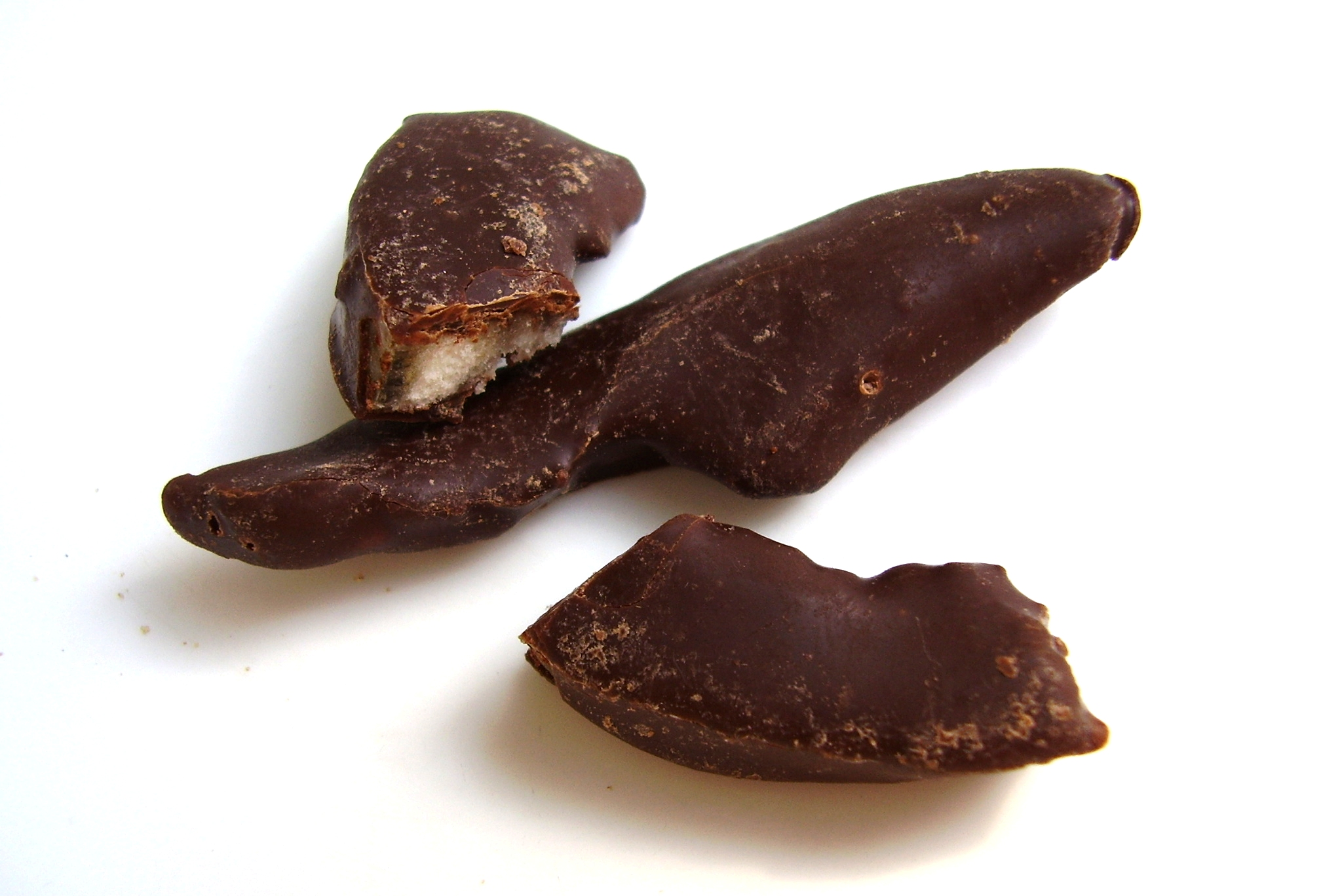
チョコレートで覆われた柑橘類のピール

オレンジピール（英語：Orange Peel）とは、
1. オレンジの果皮、またはそれを乾燥させたもの。
2. オレンジの果皮を砂糖水で煮詰めて乾燥させドライフルーツとしたもの。製菓材料となる。

オレンジピールは、色の濃いフラベド（外果皮）と白い繊維質のアルベド（内果皮）から構成される。フラベドには油胞が無数に存在しており、柑橘類特有の芳香を持つリモネンなどの精油が含まれている。アルベドにはクェルセチンやヘスペリジンなどのポリフェノールが含まれており苦味のもととなっている。

## 食品としての利用
生のままおろし器で削ってオレンジリキュールを作ったり、果肉と混ぜてマーマレードにしたりする。乾燥させたものはハーブティーやポプリに用いられる。
ドライフルーツに加工したものはケーキなど洋菓子の材料となる。そのまま食用としてもよい。チョコレートでコーティングする場合もある。
繊維質のアルベドの部分は前述の通り苦味があるためほとんど使われない。